# 永德 (渤海)
永德（810年—812年）是渤海国定王大元瑜的年号，共计3年。

## 紀年
新舊《唐書》記載其年號名稱，但未明確指出確切年代範圍。金毓黻編著的《渤海國志長編》考訂認為在西元810年至812年，總計使用3年；李崇智《中國歷代年號考》從金說。另有魏國忠《渤海史》認為在809至812年，總計使用4年；梁玉多《渤海國編年史》認為在808年至811年，總計使用4年。

### 810年改元說
| 永德 | 元年  | 2年   | 3年   |
| ---- | ----- | ----- | ----- |
| 西元 | 810年 | 811年 | 812年 |
| 干支 | 庚寅  | 辛卯  | 壬辰  |

### 809年改元說
| 永德 | 元年  | 2年   | 3年   | 4年   |
| ---- | ----- | ----- | ----- | ----- |
| 西元 | 809年 | 810年 | 811年 | 812年 |
| 干支 | 己丑  | 庚寅  | 辛卯  | 壬辰  |

## 同期存在的其他政权年号
- 中國
  - 元和（806年－820年）：唐朝—唐憲宗李純之年號
  - 龍興（810年－816年）：南詔—勸龍晟之年號
- 日本
  - 大同（806年－810年）：平城天皇之年號
  - 弘仁（810年－824年）：嵯峨天皇之年號

## 深入閱讀
- 李崇智. . 北京: 中華書局. 2004年12月. ISBN 7101025129.
- 鄧洪波. . 臺北: 國立臺灣大學東亞經典與文化研究計劃. 2005年3月  [2022-01-03]. ISBN 9789860005189. （原始内容 (pdf)存档于2007-08-25）.
- 魏國忠、楊雨舒. . 北京: 中國社會科學出版社. 2019年12月. ISBN 7520331777.
- 梁玉多. . 哈爾濱: 黑龍江人民出版社. 2004年12月. ISBN 720706005.

| 前一年號： 正曆 | 渤海国年号 810年－812年 | 下一年號： 朱雀 |